# Кайсегурт
Кайсегу́рт (рос. Кайсегурт) — присілок у складі Шарканського району Удмуртії, Росія.

## Населення
Населення — 1 особа (2010; 7 у 2002).
Національний склад станом на 2002:
- удмурти — 100 %